# Habenaria tetraceras
Habenaria tetraceras är en orkidéart som beskrevs av Victor Samuel Summerhayes. Habenaria tetraceras ingår i släktet Habenaria och familjen orkidéer. Inga underarter finns listade i Catalogue of Life.